# Helianthemum buschii
Helianthemum buschii är en solvändeväxtart som först beskrevs av Ivan Vladimirovitj Palibin, och fick sitt nu gällande namn av Sergei Vasilievich Juzepczuk och Pozd.. Helianthemum buschii ingår i släktet solvändor, och familjen solvändeväxter. Inga underarter finns listade i Catalogue of Life.